# Ronald Ackland
Pour les articles homonymes, voir Ackland.
Pas d'image ? Cliquez ici

a Compétitions nationales et continentales officielles uniquement.

b Matchs officiels uniquement.
Ronald Ackland dit Ron Ackland né le 27 décembre 1934 à Auckland en Nouvelle-Zélande et mort le 25 octobre 2013 à Auckland, est un joueur de rugby à XIII international néo-zélandais évoluant au poste de deuxième ligne et de centre, devenu ensuite un entraîneur et sélectionneur.
Ron Ackland est considéré comme l'un des meilleurs deuxièmes ligne de l'histoire de la Nouvelle-Zélande. Il représente la Nouvelle-Zélande à dix-huit reprises entre 1954 et 1963 dont il devient capitaine en 1961, et participe aux Coupes du monde de 1957 et 1960. Après sa carrière de joueur, il devient entraîneur puis sélectionneur de la Nouvelle-Zélande qu'il prend en main lors de la Coupe du monde 1977.
Ron Ackland est introduit en 1995 au « Legend of League » de la New Zealand Rugby League et en tant qu'« Immortal » de l'Auckland Rugby League. En 2009, il est désigné dans l'équipe du siècle de la Nouvelle-Zélande au poste de deuxième ligne. Il meurt le 25 octobre 2013 des suites d'une chirurgie cardiaque.
Son neveu, John Ackland, est également joueur de rugby à XIII et international néo-zélandais en 1983 puis sélectionneur des Samoa en 2008.

## Biographie
Ron Ackland débute au rugby à XIII à Mt Wellington et dispute également des rencontres dans l'Auckland Rugby League avec la sélection d'Eastern Districts. Il remporte en 1960 et 1961 le titre de meilleur joueur de l'Auckland Rugby League. Il apparaît également dans l'équipe de Mount Albert Lions et de City Newton (dont il est capitaine) dans les années 1960.
Sélectionné avant ses vingt ans en équipe de Nouvelle-Zélande à partir de 1954, il y compte dix-huit sélections entre 1954 et 1963 et y obtient le capitanat à deux reprises en 1961. Il prend part aux Coupes du monde de 1957 et 1960. Censé prendre part à la tournée en Grande-Bretagne avec la sélection en 1961, il se retire de l'équipe en raison d'un différend sur les indemnités, à l'instar de Neville Denton et Gary Phillips.
Après sa carrière en Nouvelle-Zélande, il rejoint l'Australie et plus précisément la Nouvelle-Galles du Sud et y devient entraîneur-joueur de Goulburn et d'Inverell.
Après sa retraite sportive de joueur, il devient entraîneur et prend en main Mt Wellington entre 1974 et 1976. Il y remporte l'Hyland Memorial Cup et est désigné entraîneur de l'année dans l'Auckland Rugby League en 1976. Fort de cette expérience, il devient alors sélectionneur de l'équipe de Nouvelle-Zélande entre 1977 et 1978 pour six rencontres dont les rencontres de la Coupe du monde 1977, mais ne remporte qu'une seule rencontre.
Ron Ackland est introduit en 1995 au « Legend of League » de la New Zealand Rugby League et en tant qu'« Immortal » de l'Auckland Rugby League. En 2009, il est désigné dans l'équipe du siècle de la Nouvelle-Zélande au poste de deuxième ligne. Il meurt le 25 octobre 2013 des suites d'une chirurgie cardiaque.